# DAF YA-66
De DAF YA-66 was een militair voertuig van de Nederlandse autofabriek DAF, dat in gebruik was bij de Koninklijke Landmacht. De officiële militaire aanduiding was: vrachtauto 0,4 ton 4x2.

## Ontwikkeling
DAF kreeg omstreeks 1970 het verzoek van de Dienst van de Kwartiermeester-Generaal een licht militair voertuig te ontwikkelen waarbij zoveel mogelijk componenten van de DAF personenauto zouden worden gebruikt. Dit laatste om de prijs laag te houden en de bevoorrading van onderdelen te vergemakkelijken. Het voertuig zou een nuttig draagvermogen van 500 kilogram moeten krijgen, ruimte voor maximaal vier personen en de mogelijkheid een radiotoestel in te bouwen. De YA-66 werd ontwikkeld op basis van de DAF 66 en werd ook wel spottend "Jarretel Jeep" genoemd, vanwege de riemaandrijving (Variomatic).
De YA-66 kreeg een neerklapbare voorruit en een huif van zeildoek met kaptogen. De elektrische installatie werd 24-volt en niet 12-volt zoals bij de civiele versie. Het hogere voltage was nodig voor de voeding van de radioapparatuur. De wagen kreeg vier stoelen, waarvan beide achterstoelen neerklapbaar zijn zodat een ruim laadoppervlak ontstaat van ongeveer 1,5 m². Hij kreeg ook een grotere benzinetank.
Na de beproeving kwam het voertuig begin 1974 in productie. DAF kreeg een opdracht om 1185 stuks YA-66 te leveren.

## Inzet
Bij de landmacht werd hij voornamelijk als licht ordonnansvoertuig gebruikt, terwijl de YA-66 door de parate eskadrons van de Koninklijke Marechaussee werd gebruikt voor het escorteren van militaire colonnes. Dan werden de Dafjes, die standaard waren voorzien van witte bumpers en het opschrift 'Koninklijke Marechaussee', uitgerust met oranje (in Nederland) of blauwe (in Duitsland) zwaailichten.
Omdat hij niet beschikte over vierwielaandrijving was hij minder geschikt voor onverhard terrein. In 1987 was nog een beperkt aantal ingedeeld bij het 1e Legerkorps.
In de jaren negentig zijn alle DAF YA-66's verkocht aan particulieren.

## Fotogalerij

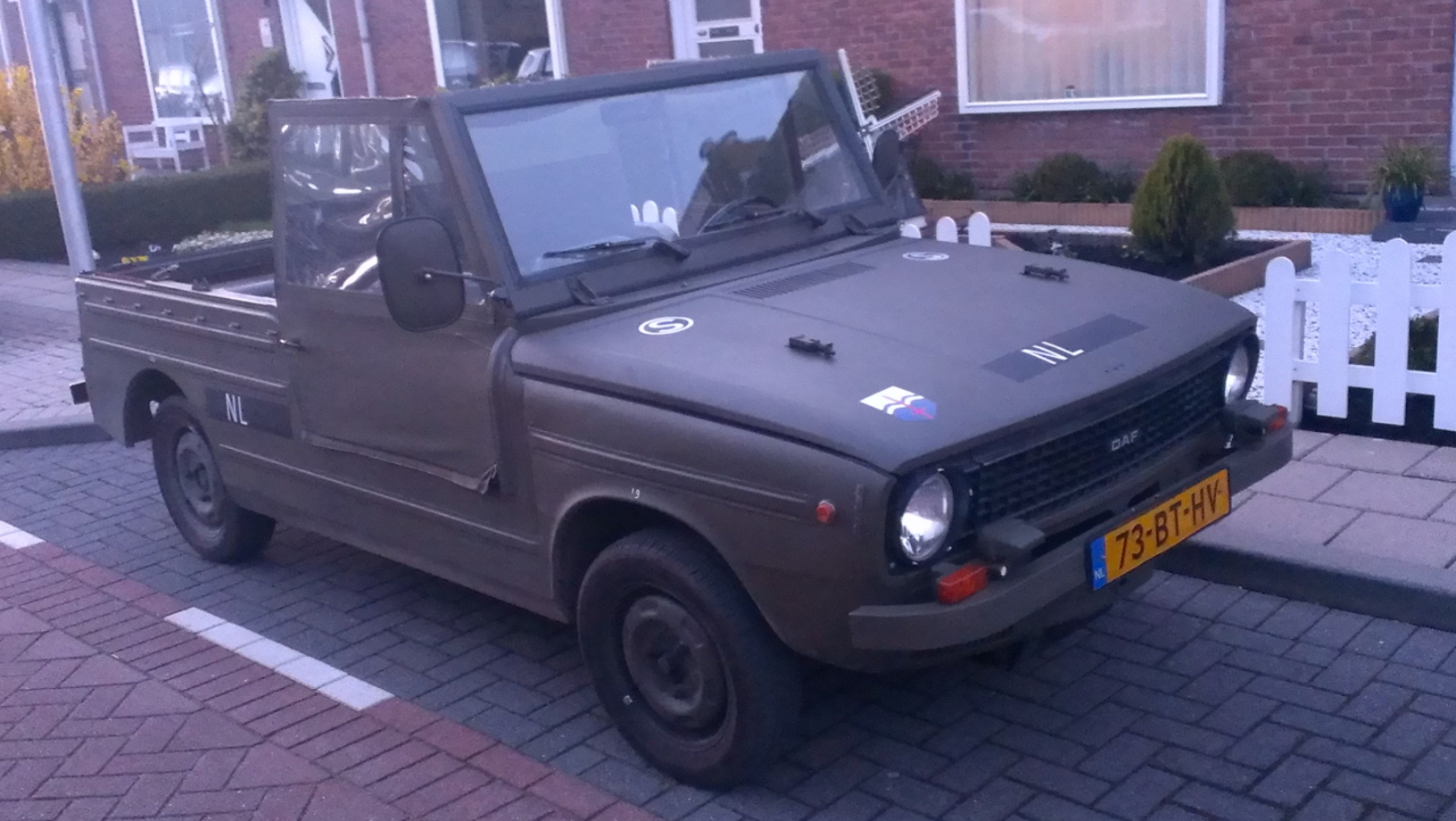
1975 DAF YA-66 voorkant
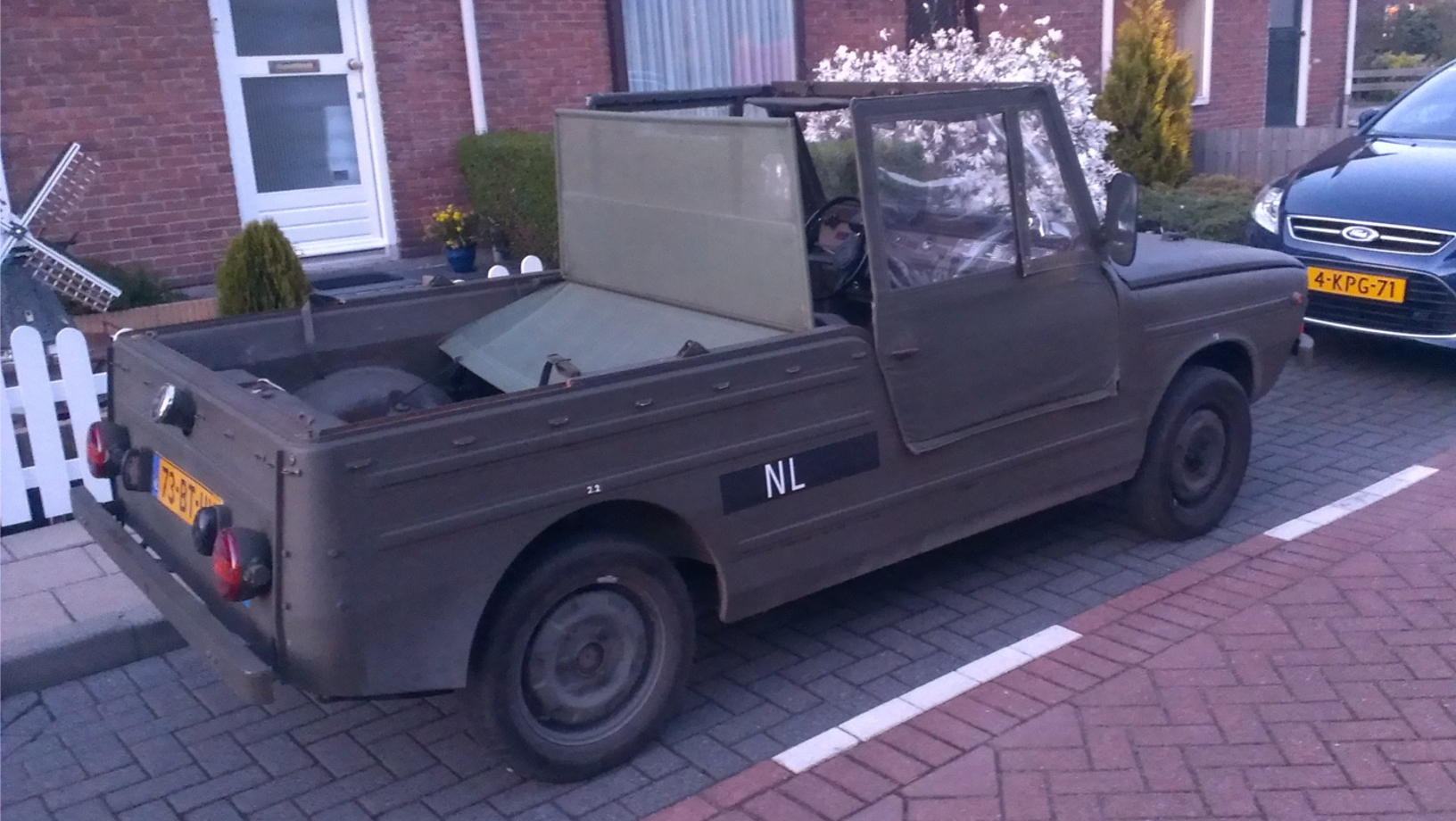
1975 DAF YA-66 zijkant
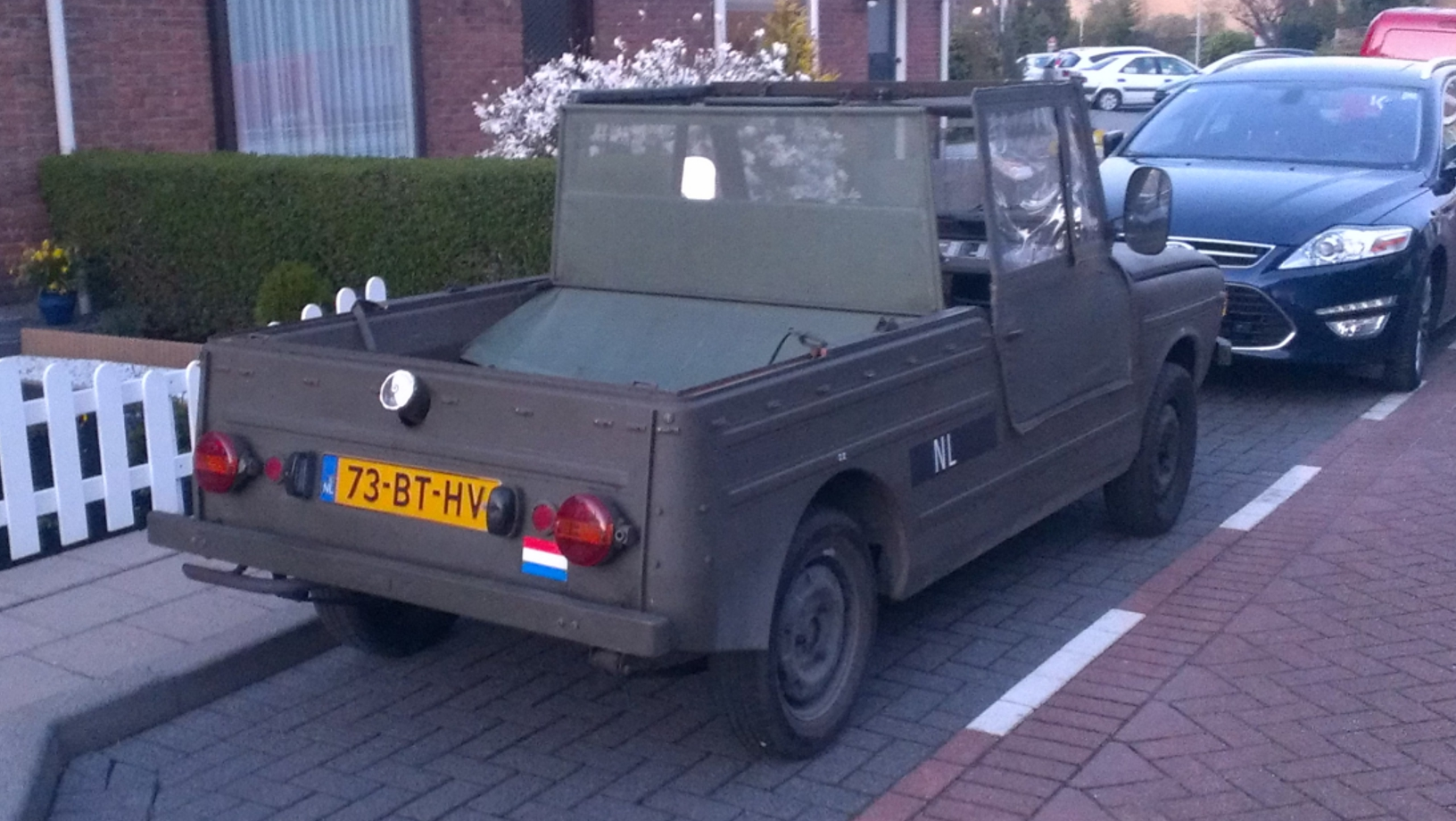
1975 DAF YA-66 achterkant
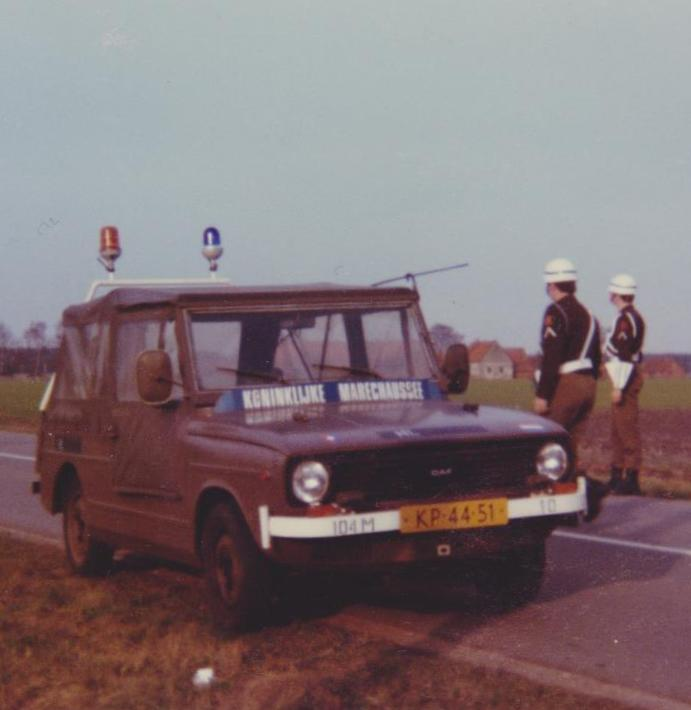
DAF YA-66 van 104 Marechaussee Eskadron (1977)